# Vom Täter fehlt jede Spur (1928)
Vom Täter fehlt jede Spur ist ein deutscher Kriminal-Stummfilm aus dem Jahre 1928 von Constantin J. David mit Kurt Gerron, Hanni Weisse und Ernst Stahl-Nachbaur in den Hauptrollen.

## Handlung
Die Kriminalgeschichte spielt im Deutschland der Jetztzeit (1928). Als der Chef einer Vergnügungsstätte ermordet wird, geraten sein Kompagnon Hofer, mit dem er oftmals im Streit lag, und ein hartnäckiger Verehrer seiner Tochter, den er zuletzt sogar aus dem Haus werfen musste, in den Fokus der polizeilichen Ermittlungen. Es gibt keine Zeugen und viele Fragen sind offen. Manche Spuren erweisen sich als falsch oder irreführend, manche Verdächtige sind unschuldig. Die Indizien sprechen gegen Geschäftspartner Hofer, doch ist er wirklich schuldig?
Auch wurde offenbar Geld und Schmuck geraubt. War es also ein Raubmord und die bisherigen Spuren sämtlich Irrläufer? Erst ein ominöser Altwarenhändler, der den gestohlenen Schmuck verwahrt hat, führt die Kriminalpolizei auf die Fährte des wahren Täters: Es handelt sich dabei um einen vorbestraften Verbrecher, der nach hartnäckiger Verfolgung in intensivster Ermittlungsarbeit von der Polizei gestellt und verhaftet werden kann.

## Produktionsnotizen
Vom Täter fehlt jede Spur entstand im Februar 1928 in den UFA-Filmateliers in Potsdam-Babelsberg und wurde am 3. August 1928 in Berlins UFA-Palast am Zoo uraufgeführt, am 23. November desselben Jahres lief der Film auch in Österreich an.
Jacques Rotmil entwarf die Filmbauten. Die kriminaltechnische Beratung kam von Kriminalrat Dr. Niemann und Kriminalkommissar Müller.

## Kritik
Paimann’s Filmlisten resümierte: „Die Handlung ist, obwohl in ihren Grundzügen nicht mehr originell, doch recht spannend, stellenweise beinahe etwas verwickelt. Die Regieführung ist sorgfältig und verfügt in den Verfolgungsszenen über ein nennenswertes Tempo. Weniger gelungen sind manche Spielszenen. Die Darstellung ist gut, soweit notwendig auch die Aufmachung. (…) Gesamtqualifikation: Über dem Durchschnitt.“